# Красный кролик (роман)
«Красный кролик» (англ. Red Rabbit) — роман американского писателя Тома Клэнси о побеге офицера-шифровальщика КГБ на Запад и раскрытии советского заговора по убийству папы римского Иоанна Павла II.
В 2002 вышла аудиокнига на CD-диске, сокращённый текст романа прочитал актёр Деннис Буцикарис (Dennis Boutsikaris). В том же году вышла аудиокнига с полным текстом романа, текст прочитал Деррик Хэгон (Derrick Hagon).

## Описание сюжета
Офицер-шифровальщик отдела связи КГБ Олег Зайцев узнаёт о секретном заговоре высшего руководства об убийстве папы римского. Зайцев, мучимый совестью, случайно встречает в метро американского дипломата (резидента ЦРУ в Москве) Роберта Фоули. Зайцев выходит с ним на связь и предлагает информацию в обмен на побег на Запад. Для этого он выбивает у начальства путёвку в Венгрию, где планируется переход. Тем временем венгерская контрразведка высылает из страны местного резидента ЦРУ, американская агентура в Венгрии остаётся обезглавленной. По просьбе США операцию по переходу проводит британская разведка под руководством аналитика ЦРУ Джека Райана, недавно переведённого на работу в Британию. Британские военные подкладывают в гостиничный номер тела погибших от пожара и поджигают комнату. Зайцева с семьёй перебрасывают в Югославию, оттуда в Британию и в США. Он сообщает о плане покушения на папу римского.
Райан с группой агентов отправляется в Рим. Им не удаётся схватить стрелявшего в папу террориста, но удаётся выявить и схватить руководителя операции полковника болгарских спецслужб Строкова, который должен был ликвидировать террориста, стрелявшего в папу. Строков раскалывается на допросе у британских разведчиков, но неумолимые британцы убивают его, мстя за убийство диссидента Георгия Маркова. Райан возвращается в США и предлагает руководству ЦРУ план по уничтожению СССР.
В романе Command Authority Райан, пытаясь получить информацию о советском убийце про прозвищу Зенит, спрашивает Грира, знает ли что-либо «Кролик» о Зените, на что получает отрицательный ответ.

## Критика
Роман получил неоднозначные отзывы. Критики похвалили писателя за достоверный рассказ о заговоре, но также отметили недостаток саспенса. Критики из CNN и The New York Times посчитали, что основная линия сюжета развивается вяло, а второстепенные линии — недоразвиты и не закончены Критики из журнанов Publishers Weekly и Esquire просчитали участие главного героя Райана незначительным Тем не менее, роман занял первое место в списке бестселлеров газеты The New York Times и вошёл в список бестселлеров по версии Publishers Weekly за 2002 год.